# Ichinoseki

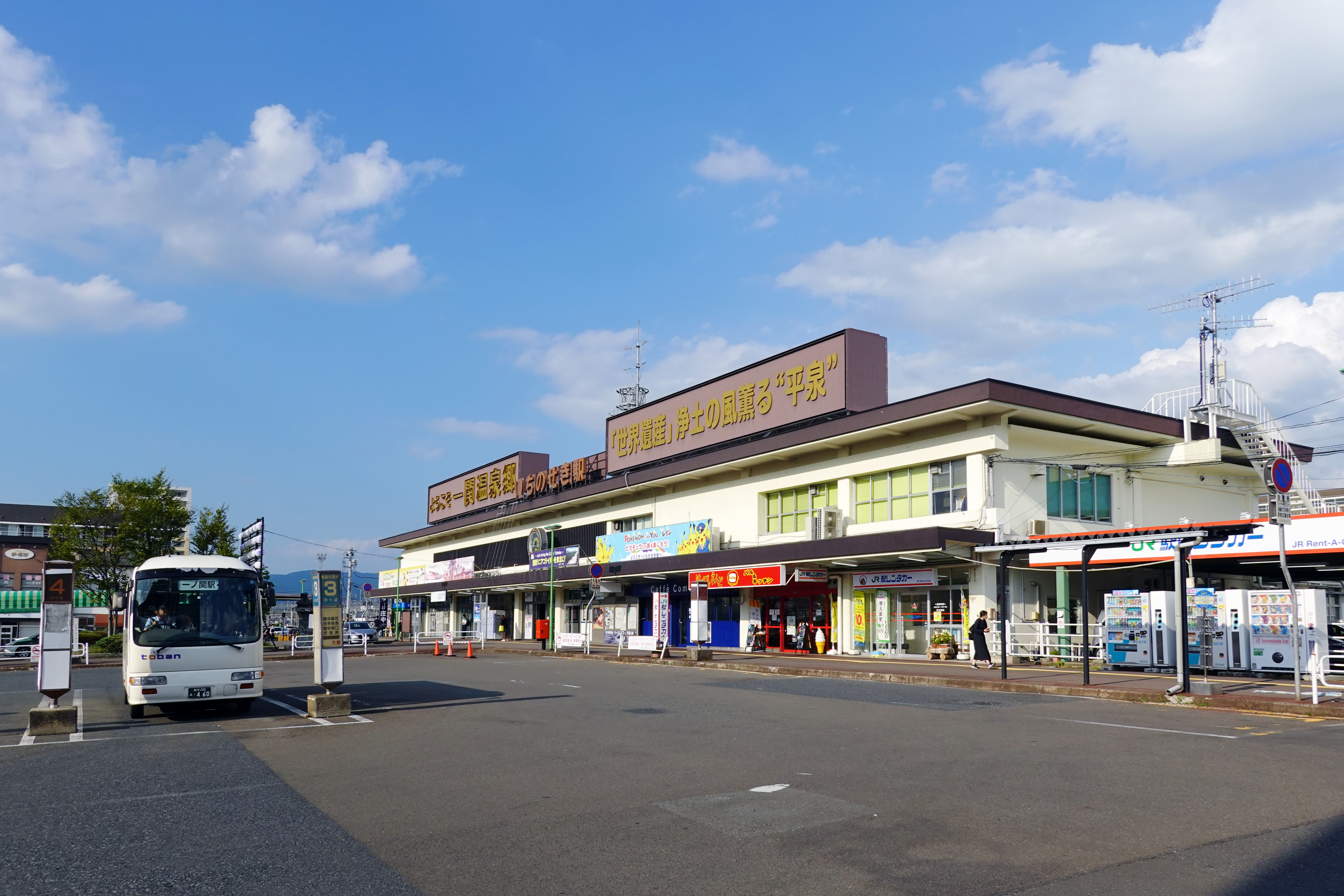
Ichinoseki Stazione ferroviaria

Ichinoseki (一関市?, Ichinoseki-shi) è una città giapponese della prefettura di Iwate.